# 水蛭素

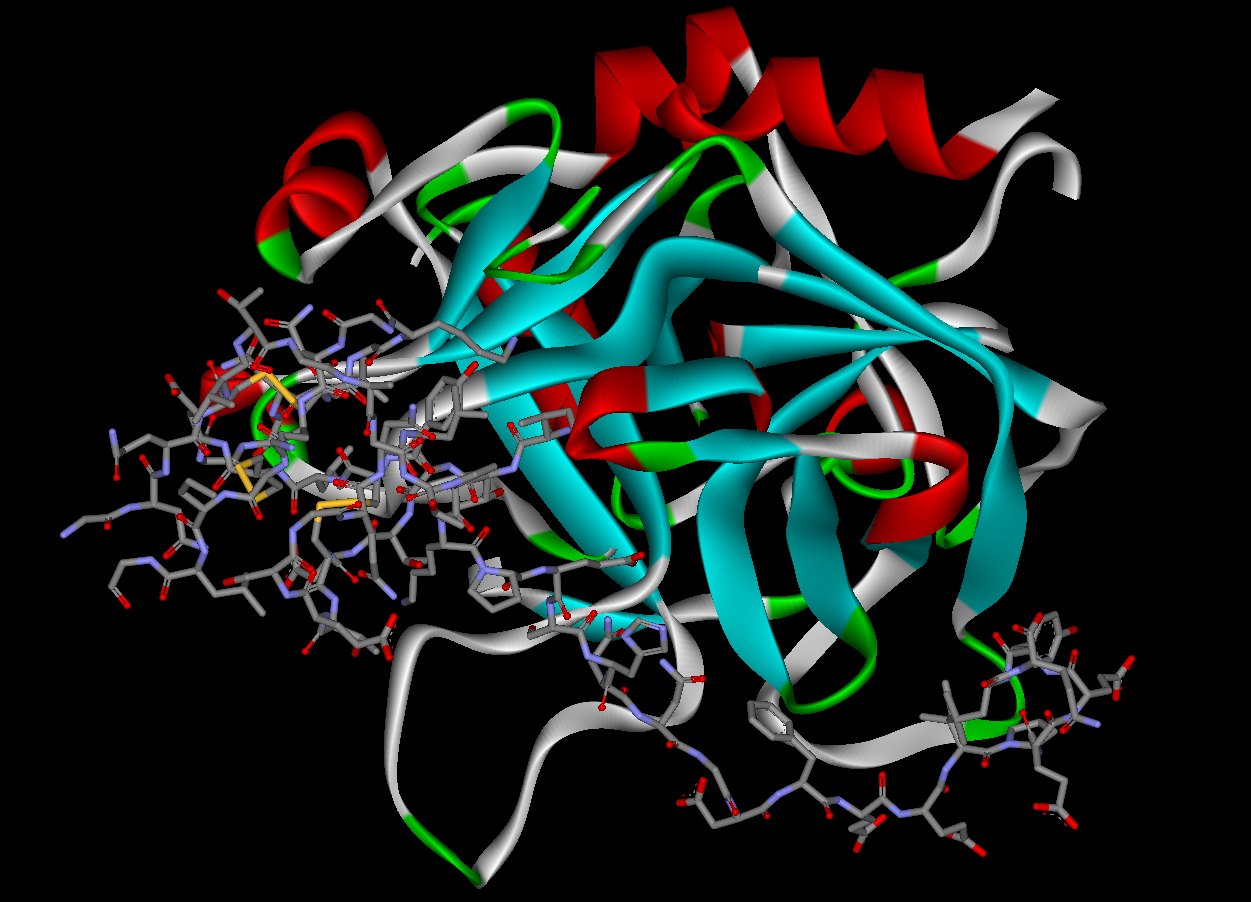
水蛭素与凝血酶结合起来的结构

水蛭素从水蛭唾液中提取得到的一种含有65个氨基酸残基和3对二硫键的多肽，分子质量为7千道尔顿，水蛭素对凝血酶的抑制作用有着高度特异与高效性，可直接抑制凝血酶，阻碍凝血酶的蛋白水解功能，故有抗凝血作用。
与肝素相比，水蛭素用量少，不会引起出血，不依赖于内源性辅助因子。